# Premier League (Kirgizië)
De Kirgizische Premier League in 1992 gestart nadat Kirgizië onafhankelijk werd na het uiteenvallen van de Sovjet-Unie. Het is het hoogste niveau van het voetbalsysteem.
De winnaar van de competitie verdient een plek in de voorronde van de AFC Cup, de op een na hoogste continentale competitie van Azië. Het team dat onderaan eindigt degradeert naar het tweede niveau.
Vanaf het seizoen 2019 werd de competitie omgedoopt tot de Kirgizische Premier League. Eerder stond het bekend als de Top League.

## Deelnemende clubs 2020
- Abdish-Ata Kant
- Alaj Oš
- Alga Bisjkek
- Dordoi Bisjkek
- Ilbirs Bisjkek
- FC Kaganat
- Khimik Kara-Balta
- FC Lider
- FC Neftchi Kochkor-Ata

## Kirgizië

### Kampioenen
| Seizoen | Kampioen                   | Nummer 2                   |
| ------- | -------------------------- | -------------------------- |
| 1992    | Alga Bisjkek               | SKA Dostuk Sokuluk         |
| 1993    | Alga-RIIF Bisjkek          | Spartak Tokmak             |
| 1994    | Kant-Oil Kant              | Semetei Kyzyl-Kiya         |
| 1995    | Kant-Oil Kant              | Alga Bisjkek               |
| 1996    | Metallurg Kadamjaï         | AiK Bisjkek                |
| 1997    | Dinamo Bisjkek             | Alga-PVO Bisjkek           |
| 1998    | CAG-Dinamo-MVD Bisjkek     | SKA-PVO Bisjkek            |
| 1999    | CAG-Dinamo Bisjkek         | SKA-PVO Bisjkek            |
| 2000    | SKA-PVO Bisjkek            | Dinamo Bisjkek             |
| 2001    | SKA-PVO Bisjkek            | Zhashtyk Ak Altyn Kara-Suu |
| 2002    | SKA-PVO Bisjkek            | Zhashtyk Ak Altyn Kara-Suu |
| 2003    | Zhashtyk Ak Altyn Kara-Suu | SKA-PVO Bisjkek            |
| 2004    | Dordoi-Dynamo Naryn        | SKA-Shoro Bisjkek          |
| 2005    | Dordoi-Dynamo Naryn        | SKA-Shoro Bisjkek          |
| 2006    | Dordoi-Dynamo Naryn        | Abdish-Ata Kant            |
| 2007    | Dordoi-Dynamo Naryn        | Abdish-Ata Kant            |
| 2008    | Dordoi-Dynamo Naryn        | Abdish-Ata Kant            |
| 2009    | Dordoi-Dynamo Naryn        | Abdish-Ata Kant            |
| 2010    | Neftchi Kochkor-Ata        | Dordoi-Dynamo Naryn        |
| 2011    | Dordoi Bisjkek             | Neftchi Kochkor-Ata        |
| 2012    | Dordoi Bisjkek             | Alga Bisjkek               |
| 2013    | Alaj Oš                    | Dordoi Bisjkek             |
| 2014    | Dordoi Bisjkek             | Abdish-Ata Kant            |
| 2015    | Alaj Oš                    | Dordoi Bisjkek             |
| 2016    | Alaj Oš                    | Dordoi Bisjkek             |
| 2017    | Alaj Oš                    | Abdish-Ata Kant            |
| 2018    | Dordoi Bisjkek             | Alaj Oš                    |
| 2019    | Dordoi Bisjkek             | Alaj Oš                    |
| 2020    | Dordoi Bisjkek             | Alga Bisjkek               |
| 2021    | Dordoi Bisjkek             | Abdish-Ata Kant            |
| 2022    | Abdish-Ata Kant            | Alaj Oš                    |

## SSR Kirgizië
In de periode 1934-1991 werd om het kampioenschap van SSR Kirgizië gestreden. In 1937 en 1938 werd er een lentecompetitie en een herfstcompetitie gespeeld.

### Kampioenen
1992 · 1993 · 1994 · 1995 · 1996 · 1997 · 1998 · 1999 · 2000 · 2001 · 2002 · 2003 · 2004 · 2005 · 2006 · 2007 · 2008 · 2009 · 2010 · 2011 · 2012 · 2013 · 2014 · 2015 · 2016 · 2017